# Preußisches Staatsarchiv Königsberg

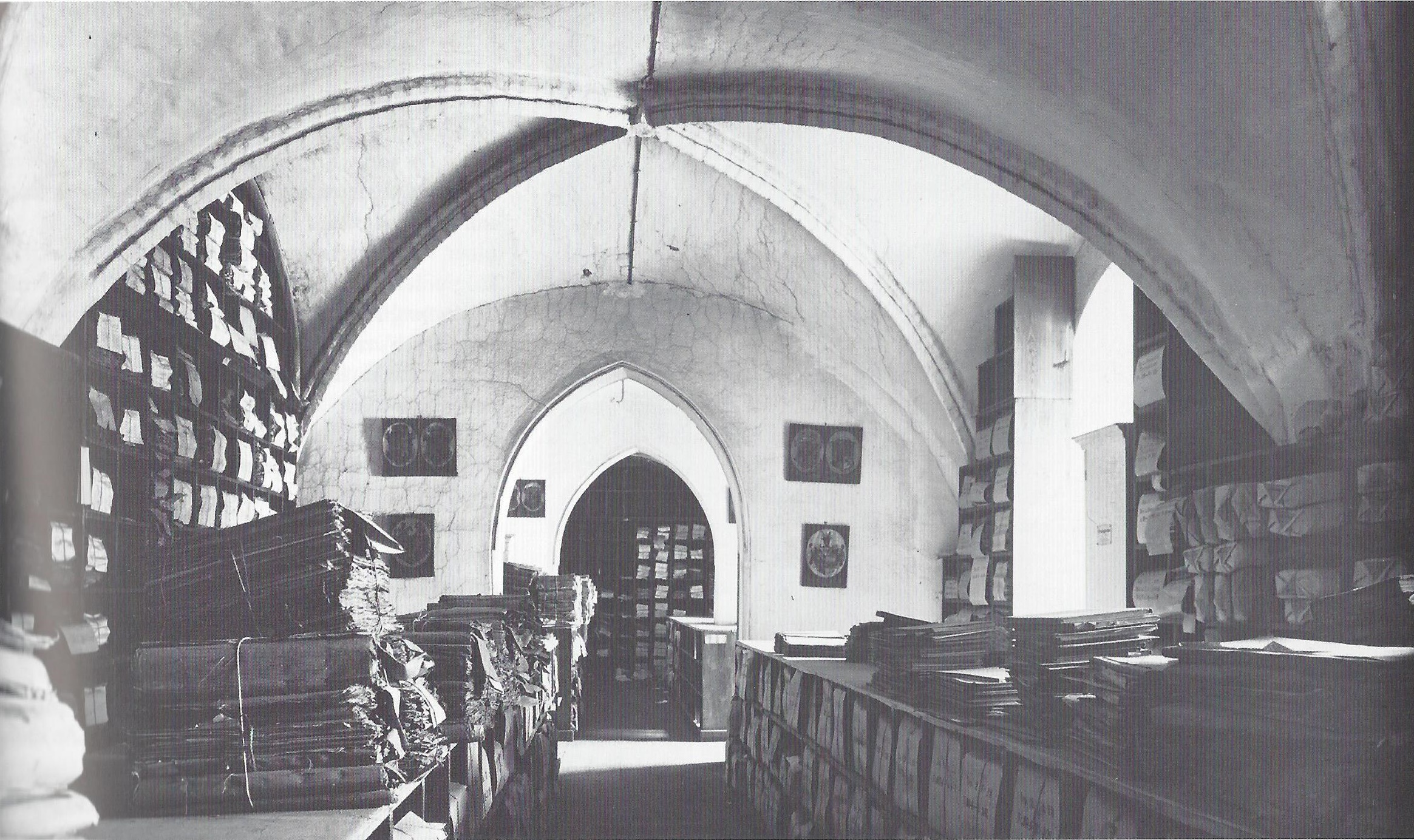
Geheimes Archiv im Schloss (in den 1930er Jahren aufgenommen)

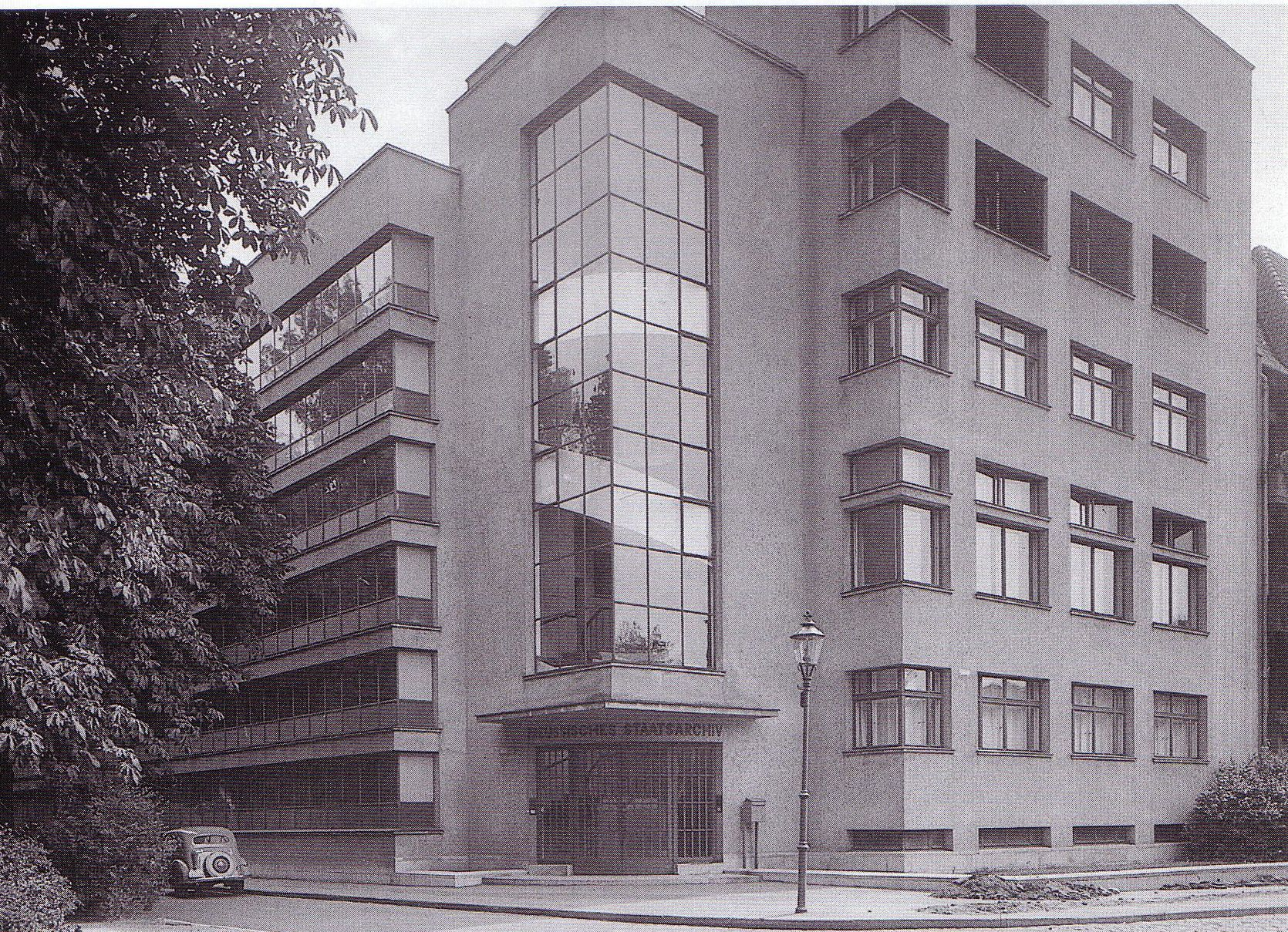
Preußisches Staatsarchiv Königsberg (zwischen 1930 und 1933 aufgenommen)

Das Preußische Staatsarchiv Königsberg befand sich bis 1945 in Königsberg (Preußen).

## Geschichte
Über Jahrhunderte war das Königsberger Staatsarchiv im ältesten Teil des Königsberger Schlosses, dem westlichen Nordflügel, untergebracht. Die Akten lagen zum Teil in starken Eichenschubläden aus der Ordenszeit.
Nachdem die Universitätsbibliothek Straßburg bei der deutschen Belagerung im Deutsch-Französischen Krieg 1870 ausgebrannt war, half das Preußische Staatsarchiv (wie viele andere deutsche Einrichtungen) bei der Neuausstattung. Es überließ der Bibliothek 70.000 Dubletten.
Von 1929 bis 1930 wurde durch Regierungsbaurat Robert Liebenthal im Stil der Neuen Sachlichkeit ein Neubau für das Staatsarchiv am Hansaring 31 auf den Hufen (Königsberg) errichtet. Der Bau ist heute noch erhalten und wird als Bezirksbibliothek genutzt.
Der letzte Archivdirektor war Max Hein. Die wertvollsten Akten konnten rechtzeitig ausgelagert werden. Nach dem Krieg befanden sie sich zunächst im Staatlichen Archivlager Göttingen unter Leitung von Kurt Forstreuter. Zu 85 % gerettet, befinden sie sich seit 1978 als XX. Hauptabteilung im Geheimen Staatsarchiv Preußischer Kulturbesitz in Berlin.

## Archivare
- Karl Peter Faber (1773–1853)